# Hebbal, Gangawati
Hebbal là một làng thuộc tehsil Gangawati, huyện Koppal, bang Karnataka, Ấn Độ.